# Olivierus intermedius
Espèce
Synonymes
- Buthus caucasicus intermedia Birula, 1897

Olivierus intermedius est une espèce de scorpions de la famille des Buthidae.

## Distribution
Cette espèce est endémique du Tadjikistan,.
Sa présence est incertaine en Ouzbékistan et au Kirghizistan.

## Description
Olivierus intermedius mesure de 55 à 70 mm.

## Systématique et taxinomie
Cette espèce a été décrite sous le protonyme Buthus caucasicus intermedia par Birula en 1897. Elle suit son espèce dans le genre Mesobuthus en 1950. Elle est élevée au rang d'espèce par Fet, Kovařík, Gantenbein, Kaiser, Stewart et Graham en 2018. Elle est placée dans le genre Olivierus par Kovařík en 2019.

## Publication originale
- Birula, 1897 : « Miscellanea scorpiologica. II. Zur Synonymie der russischen Skorpione. (Fortsetzung). » Annuaire du Musée Zoologique de l´Académie Impériale des Sciences de Saint-Pétersbourg, vol. 2, p. 377-391 (texte intégral).